# V1167 Геркулеса
V1167 Геркулеса (лат. V1167 Herculis) — тройная звезда в созвездии Геркулеса на расстоянии приблизительно 274 световых лет (около 83,9 парсек) от Солнца. Видимая звёздная величина звезды — от +10,04m до +9,72m. Возраст звезды определён как около 5,04 млрд лет.
Пара первого и второго компонентов — двойная затменная переменная звезда типа W Большой Медведицы (EW). Орбитальный период — около 0,2753 суток (6,6068 часа).
Открыта польским астрономом Гжегожем Поймански, анализирующем данные проекта ASAS в 2002 году**.

## Характеристики
Первый компонент — оранжево-жёлтый карлик спектрального класса G5, или G9V, или K2V. Масса — около 0,74 солнечной, радиус — около 0,81 солнечного, светимость — около 0,273 солнечной. Эффективная температура — около 4829 K.
Второй компонент — жёлтый карлик спектрального класса G5V. Масса — около 0,49 солнечной, радиус — около 0,67 солнечного, светимость — около 0,232 солнечной. Эффективная температура — около 4900 K.